# Síndrome maligno
El síndrome maligno, denominado también síndrome de acinesia aguda-hiperpirexia, se produce en pacientes tratados con fármacos dopaminérgicos, habitualmente diagnosticados de enfermedad de Parkinson, típicamente al reducir o suspender alguno o algunos de sus tratamientos.

## Manifestaciones clínicas
Los síntomas son similares a los del síndrome neuroléptico maligno. El más frecuente es la fiebre (que parece ser menor que la de aquel), el empeoramiento de los síntomas parkinsonianos (rigidez principalmente), alteraciones del nivel de conciencia y disautonomia.
Puede aparecer a los pocos días después de reducciones relativamente pequeñas en las dosis de cualquiera de los fármacos comúnmente utilizados en esta enfermedad (se ha descrito con levodopa, amantadina, tolcapona, agonistas dopaminérgicos, anticolinérgicos, etc.). También se ha descrito tras interrumpir la estimulación subtalámica e incluso tras interrumpir el consumo de habas??. Otros factores desencadenantes son las infecciones con fiebre y la deshidratación.

## Diagnóstico
Se utilizan criterios clínicos, siendo los de Levenson los más utilizados.

## Tratamiento
Requiere la inmediata instauración de tratamiento. Primeramente es preciso iniciar fluidoterapia y reducción de la temperatura corporal, preferiblemente por medios físicos. Se administran fármacos dopaminérgicos, preferiblemente el que recibía con anterioridad. Frecuentemente se utiliza también dantroleno. Además es preciso el tratamiento de los procesos infecciosos, insuficiencia renal, coagulación intravascular diseminada, etc., si se presentan.

## Pronóstico
Puede ser mortal, aunque probablemente con menos frecuencia que el síndrome neuroléptico maligno.